# Bisbat de Carcassona

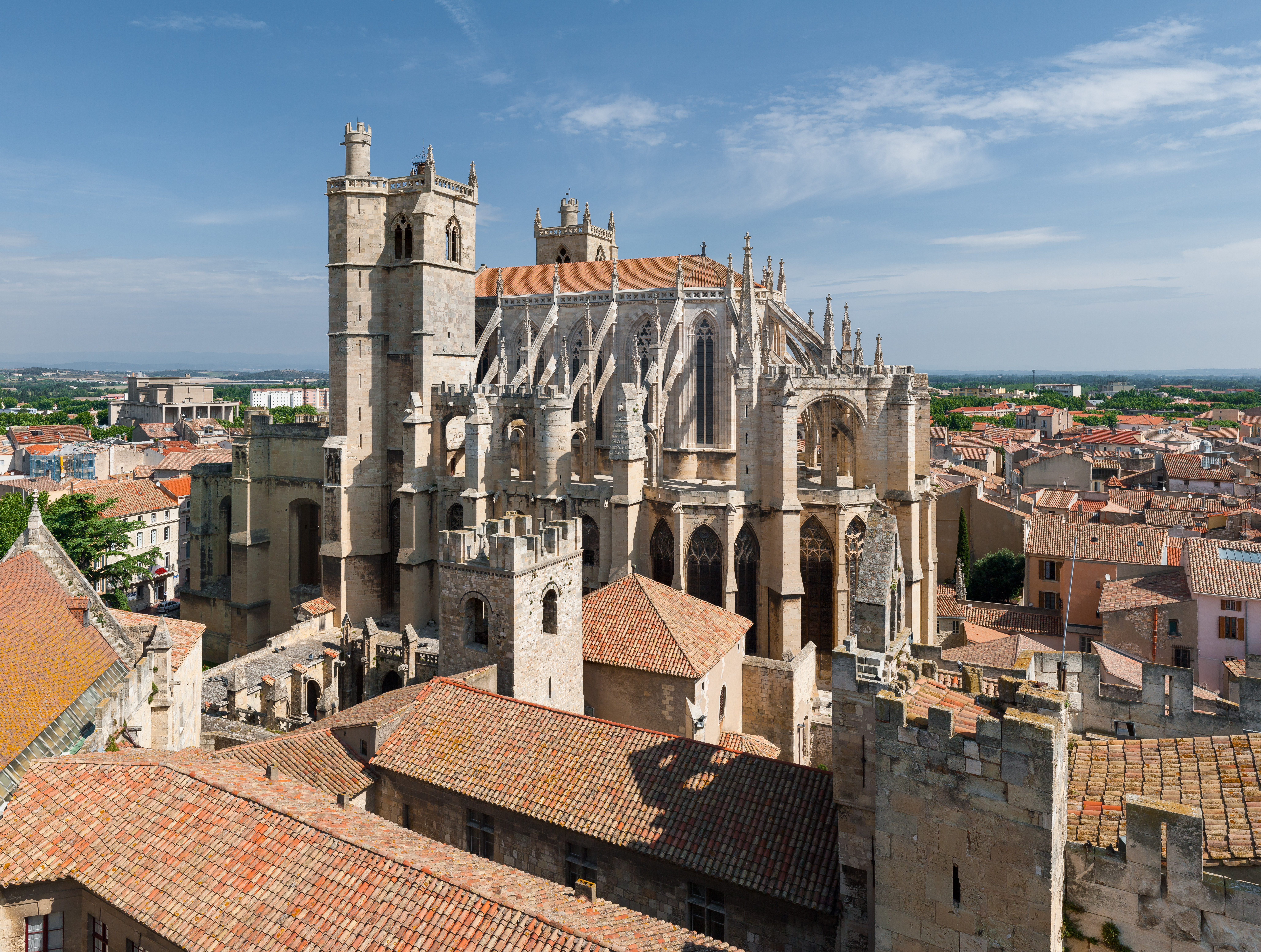
L'antiga catedral de Narbona.

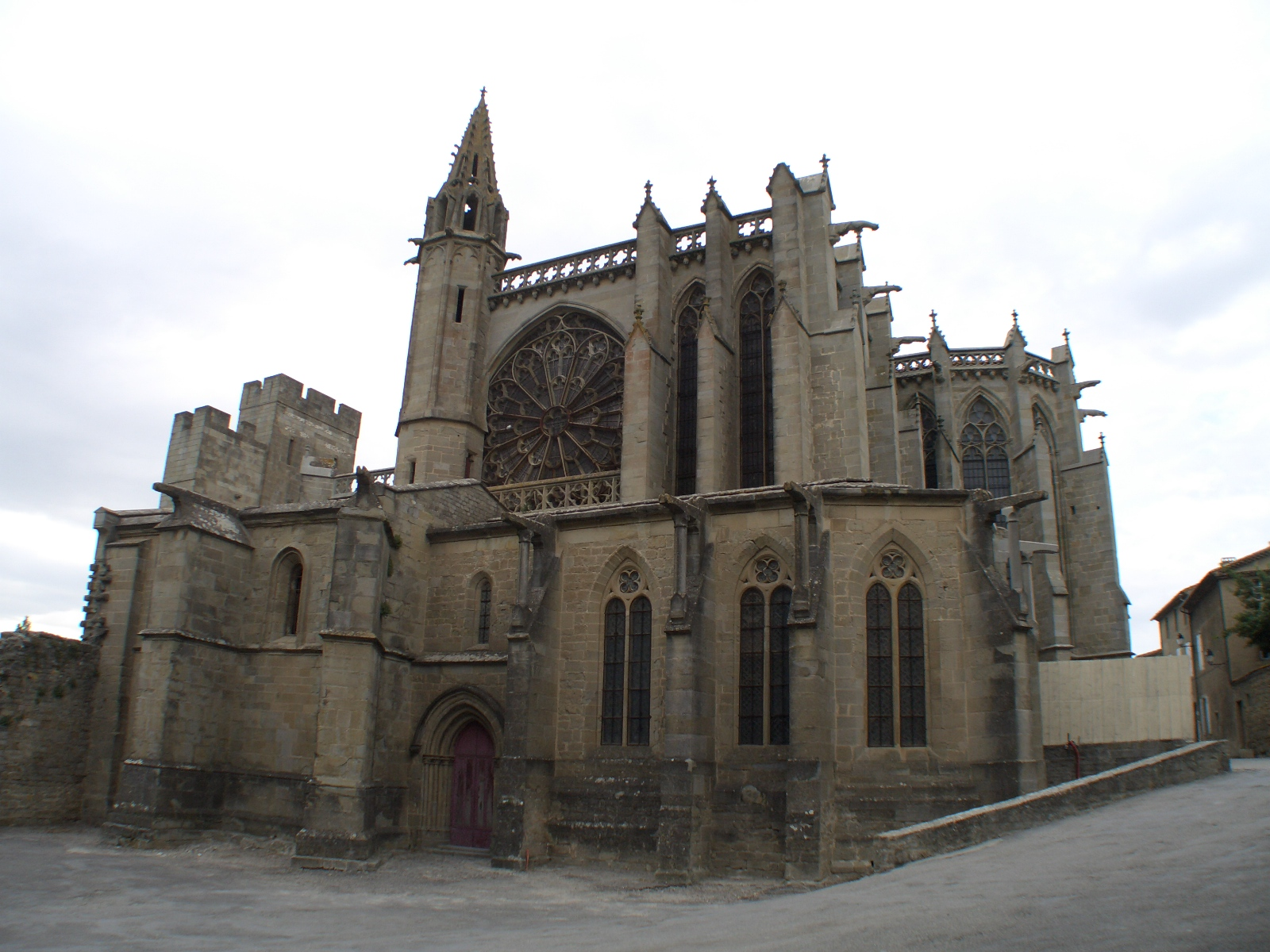
La basílica de Sant Nazari, que va ser catedral de la diòcesi de Carcassona fins al 1802 i va obtenir el títol de basílica el 1898.

El bisbat de Carcassona i Narbona (francès:  Diocèse de Carcassonne et Narbonne, llatí: Dioecesis Carcassonensis et Narbonensis) és una seu de l'Església Catòlica a França, sufragània de l'arquebisbat de Montpeller. Al 2016 tenia 267.000 batejats sobre una població de 374.868 habitants. Actualment està regida pel bisbe Alain Émile Baptiste Planet.

Mapa de l'arxidiòcesi de Narbona el.

## Territori
La diòcesi comprèn part el departament de l'Aude i el cantó de Quérigut, del departament d'Ariège.
La seu episcopal és la ciutat de Carcassona, on es troba la catedral de Sant Miquel. Al territori diocesà hi ha cinc esglésies més que han servit com a catedrals:
- San Nazari a Carcassona, catedral fins al 1803;
- Sants Just i Pastor a Narbona;
- Sants Pere i Pau a Sant Pàpol;
- San Martí a Limós;
- Nostra Senyora d'Alet (en runes) a Alet.

El territori s'estén sobre 7.692 km², i està dividit en 325 parròquies.

## Història
La diòcesi de Carcassona va ser erigida després del 533 pels visigots, que d'aquesta manera van intentar compensar la pèrdua de les seus de Lodeva i d'Usès, que havien passat a mans dels francs. El seu territori va ser pres de l'arxidiòcesi de Narbona, de la qual Carcassona es va convertir en sufragània. El primer bisbe que hi ha proves històriques és Sergi, qui el 589 va prendre part en els concilis de Toledo i Narbona.
Al segle ix s'erigiren les esglésies de Nostra Senyora de Canabès i de a Nostra Senyora de Limós, en l'actualitat metes de peregrinació. A finals del segle xi va ser reconstruïda a Carcassona, l'església dels Sants Nazari i Cels i el Papa Urbà II, arribat a Carcassona per predicar la Croada, beneí l'inici dels treballs. Les naus de l'església són d'estil romànic, mentre que el transsepte i el cor són gòtics. Aquesta església va ser la catedral de la diòcesi fins a principis del segle xix; el capítol va seguir la regla de sant Agustí durant molt de temps, però el 1439 va ser secularitzat.
La història de la diòcesi al segle xiii coincideix amb la història dels albigesos i la ciutat de Carcassona en si mateixa era el centre de la croada albigesa. El monestir de Prolha, on sant Domènec el 1206 fundà un institut religiós per als convertits albigesos, és avui una destinació de peregrinació, consagrada a la Mare de Déu. Sant Pere de Castellnou, l'inquisidor cistercenc màrtir pels Albigensos l'any 1208; santa Camela, condemnada a mort pels heretges; i el jesuïta sant Joan Francesc Regis (1597-1640) va néixer a Fontcobèrta, a l'antiga arxidiòcesi de Narbona, són els sants especialment venerats a la diòcesi de Carcassona.
Després del concordat i mitjançant la butlla Qui Christi Domini del Papa Pius VII el 29 de novembre de 1801 gairebé tot el territori de l'arxidiòcesi de Narbona, gairebé tot el bisbat de Sant Pàpol, part de les diòcesis d'Alet i Mirapeis, i la diòcesi de Perpinyà es va unir al territori de la diòcesi de Carcassona, mentre que totes les altres seus esmentades van ser suprimides. Al mateix temps, la seu de Carcassona va ser declarada sufragània de l'arquebisbat de Tolosa.
El 6 d'octubre de 1822 amb la butlla Paternae caritatis del mateix Pius VII es va restablir la diòcesi de Perpinyà, recuperant el seu territori des del de la diòcesi de Carcassona.
El 8 de desembre de 2002, amb la reorganització de les circumscripcions diocesanes franceses, la diòcesi de Carcassona es va convertir en part de la província eclesiàstica de l'arxidiòcesi de Montpeller.
El 14 de juny de 2006, el títol de Narbona va ser transferit als bisbes de Carcassona i la diòcesi va prendre el seu nom actual.

## Cronologia episcopal
- Sant Hilari ? † (segona meitat del segle vi)
- Sergi † (citat el 589)
- Solemni † (citat el 633)
- Silvestre † (citat el 653)
- Beat Esteve † (citat el 683)
- Iscipio o Ispicio † (inicis de 788 o 791 - final de 798)
- Roger † (consagrat el 800 aproximadament)[1]
- Senior † (citat el 813)[2]
- Euro † (citat el 860)
- Arnolf † (final de 875 aproximadament)
- Vilerà o Gislerà † (inicis de 883 - final de 897)
- Sant Guimer † (inicis de 906 - 13 de febrer de 932 mort)
- Abbó † (citat el 933)
- Gisand † (inicis de 936 - final de 951)
- Francone † (inicis de 965 - final de 977)
- Aimeric † (inicis de 984 - final de 986)
- Adalbert † (inicis de 1004 - final de 1020)
- Folquet † (citat el 1028)
- Guifred † (inicis de 1032 - vers 1054)
- Pere I ? † (citat el 1054)[3]
- Arnau † (citat el 1056)
- Bernat † (inicis de 1072 - final de 1076)
- Pere Artaud † (inicis de desembre de 1077 - finals de juliol de 1083)
- Pere II † (inicis de maig de 1085 - 1 de setembre de 1101 mort)
- Guillem Bernat † (inicis de 1106 - 10 d'abril de 1008 mort)[4]
- Ramon I † (inicis de novembre de 1108 - final de 1110)
- Arnau de Girona † (inicis de 1113 - finals de maig de 1130)
- Ramon de Sorèze † (inicis de juny de 1131 - 1 de juny de 1141 mort)
- Pons de Tresmals † (1142 - 16 de febrer de 1159 mort)
- Pons de Brugals † (inicis de setembre de 1159 - finals de 1166)
- Otó † (vers 1170 - final de 1200)
- Berenger † (vers 1201 - 1209 renuncià ?)
- Bernat Ramon de Rocafort † (19 de febrer de 1209 - 1211 renuncià)
- Gui de Vaux-de-Cernay, O.Cist. † (1211 - 21 de març de 1223 mort)
- Clarí † (inicis de 1226 - 26 d'abril de 1248 mort)
- Guillem Arnau † (inicis de d'agost de 1248 - 4 de setembre de 1255 mort)
- Guillem Raül † (inicis de 24 d'octubre de d'octubre de 1255 - 1 d'octubre de 1264 mort)
- Bernat de Capendut † (inicis de setembre de 1265 - 18 de gener de 1278 mort)
- Gautier Joan † (26 de gener de 1278 - 1280 ? mort)
  - Sede vacante (1280-1291)
- Pere de la Capella Tallaferro † (15 de maig de 1291 - 25 d'octubre de 1298 nomenat arquebisbe de Tolosa)
- Joan de Chevry † (20 d'octubre de 1298 - 13 de juny de 1300 mort)
- Pere de Rocafort † (17 de setembre de 1300 - 31 de març de 1322 mort)
- Guillem de Flavacourt † (16 de juny de 1322 - 26 d'agost de 1323 nomenat arquebisbe d'Aush)
- Pere Rodier † (26 d'agost de 1323 - gener de 1330 mort)
- Pere de Joan † (3 de gener de 1330 - final de 1336 mort)
- Gancelí de Joan † (22 de maig de 1338 - 1346 ? mort)
- Gilbert de Joan † (23 de març de 1347 - 1354 mort)
- Arnau Aubert † (14 de novembre de 1354 - 18 de gener de 1357 nomenat arquebisbe d'Aush)
- Geoffroi de Vayrols † (18 de gener de 1357 - 10 de març de 1361 nomenat arquebisbe de Tolosa)
- Esteve Aubert † (10 de març de 1361 - 17 de setembre de 1361 renuncià)
- Joan Fabri † (10 de gener de 1362 - 1370 mort)
- Hug de La Jugie † (27 de juny de 1371 - 13 de juliol de 1371 mort)
- Pere de Saint-Martial † (12 de desembre de 1371 - 19 de setembre de 1391 nomenat arquebisbe de Tolosa)
  - Simon de Cramaud † (19 de setembre de 1391 - 2 de juliol de 1409 nomenat arquebisbe de Reims) (administrador apostòlic)
- Pere Aimeri † (2 de juliol de 1409 - vers 1412 mort)[5]
- Gueraud du Puy † (19 d'abril de 1413 - 4 de setembre de 1420 mort)
- Geoffroi de Pompadour † (17 d'octubre de 1420 - 1445 renuncià)
- Joan d'Étampes † (29 d'octubre de 1445 - 25 de gener de 1456 mort)
  - Geoffroi de Basilhac † (3 de febrer de 1456 - 1456 renuncià) (bisbe electe)
- Joan du Chastel † (7 de juliol de 1456 - 15 de setembre de 1475 mort)
- Guichard d'Aubusson † (15 de juliol de 1476 - 24 de novembre de 1497 mort)
  - Joan Llopis † (24 de desembre de 1497 - 5 d'agost de 1501 mort) (administrador apostòlic)
  - Jacques Hurauld † (3 de desembre de 1501 - ? renuncià) (bisbe electe)
- Pere d'Auxillon † (19 de gener de 1504 - 24 de setembre de 1512 mort)
- Martí de Saint-André † (7 d'octubre de 1513 - 2 de març de 1546 mort)
  - Carles de Borbó-Vendôme † (9 de març de 1550 - 15 de desembre de 1553 renuncià) (administrador apostòlic)
- Francesc de Faucon † (15 de desembre de 1553 - 22 de setembre de 1565 mort)
  - Carles de Borbó-Vendôme † (4 d'octubre de 1565 - 1567 renuncià) (administrador apostòlic, per segona vegada)
  - Vitellozzo Vitelli † (1567 - 19 de novembre de 1568 mort) (administrador apostòlic)
- Annibal Rucellai † (1 d'abril de 1569 - 28 de gener de 1601 mort)
- Christophe de L'Estang † (26 de maig de 1603 - 11 d'agost de 1621 mort)
- Vitalis de L'Estang † (11 d'agost de 1621 - 28 de setembre de 1652 mort)
  - François de Servien † (27 de maig de 1653 - 23 de maig de 1655 renuncià) (bisbe electe)[6]
- Louis de Nogaret de La Valette † (26 de juny de 1656 - 8 de setembre de 1679 mort)
- Louis d'Anglure de Bourlemont † (15 de juliol de 1680 - 28 d'abril de 1681 nomenat arquebisbe de Burdeos)
- Louis-Joseph Adhémar de Monteil de Grignan † (22 de setembre de 1681 - 1 de març de 1722 mort)
- Louis Joseph de Châteauneuf de Rochebonne † (1 de març de 1722 - 31 de desembre de 1729 mort)
- Armand Bazin de Bezons † (18 de desembre de 1730 - 11 de maig de 1778 mort)
- Joan-Auguste de Chastenet de Puységur † (20 de juliol de 1778 - 15 de setembre de 1788 nomenat arquebisbe de Bourges)
- François-Marie-Fortuné de Vintimille † (10 de març de 1788 nomenat - 6 d'agost de 1822 mort)[7]
- Arnau-Ferdinand de La Porte † (3 de setembre de 1802 - 19 de setembre de 1824 mort)
- Joseph-Julien de Saint-Rome-Gualy † (21 de març de 1825 - 6 d'octubre de 1847 mort)
- Henri-Marie-Gaston Boisnormand de Bonnechose † (17 de gener de 1848 - 23 de març de 1855 nomenat bisbe de Évreux)
- François-Alexandre Roullet de la Bouillerie † (23 de març de 1855 - 21 de març de 1873 nomenat arquebisbe tiutlar de Perge i coadjutor de Burdeos)
- François-Albert Leuillieux † (21 de març de 1873 - 13 de maig de 1881 nomenat arquebisbe de Chambéry)
- Paul-Félix-Arséne Billard † (13 de maig de 1881 - 3 de desembre de 1901 mort)
- Paul-Félix Beuvain de Beauséjour † (9 de juny de 1902 - 5 d'abril de 1930 mort)
- Emmanuel Coste † (5 d'abril de 1930 - 28 de juliol de 1931 nomenat arquebisbe d'Ais)
- Joan-Joseph Pays † (16 d'agost de 1932 - 18 de juny de 1951 mort)
- Pere-Marie-Joseph Puech † (18 de març de 1952 - 25 d'agost de 1982 jubilat)
- Jacques Joseph Marie DesPere, Ist. del Prado (25 d'agost de 1982 - 28 de juny de 2004 jubilat)
- Alain Émile Baptiste Planet, dal 28 de juny de 2004

## Estadístiques
A finals del 2016, la diòcesi tenia 267.000 batejats sobre una població de 374.868 persones, equivalent al 71,2% del total.
| any  | població | població | població | sacerdots | sacerdots       | sacerdots       | sacerdots             | diaques | religiosos | religiosos | parròquies |
| ---- | -------- | -------- | -------- | --------- | --------------- | --------------- | --------------------- | ------- | ---------- | ---------- | ---------- |
| any  | batejats | total    | %        | total     | clergat secular | clergat regular | batejats per sacerdot | diaques | homes      | dones      |            |
| 1950 | 250.000  | 268.889  | 93,0     | 327       | 304             | 23              | 764                   |         | 43         | 723        | 419        |
| 1959 | 250.000  | 268.889  | 93,0     | 292       | 274             | 18              | 856                   |         | 50         | 450        | 469        |
| 1969 | 209.000  | 278.323  | 75,1     | 257       | 235             | 22              | 813                   |         | 22         | 610        | 111        |
| 1980 | 210.700  | 273.000  | 77,2     | 214       | 195             | 19              | 984                   | 2       | 19         | 550        | 339        |
| 1990 | 212.000  | 282.000  | 75,2     | 176       | 158             | 18              | 1.204                 | 4       | 18         | 396        | 339        |
| 1999 | 241.000  | 306.000  | 78,8     | 138       | 120             | 18              | 1.746                 | 9       | 18         | 356        | 339        |
| 2000 | 243.800  | 309.600  | 78,7     | 113       | 112             | 1               | 2.157                 | 8       | 1          | 356        | 332        |
| 2002 | 180.000  | 309.952  | 58,1     | 139       | 112             | 27              | 1.294                 | 9       | 37         | 240        | 339        |
| 2003 | 180.000  | 309.952  | 58,1     | 126       | 99              | 27              | 1.428                 | 10      | 34         | 240        | 339        |
| 2004 | 180.000  | 309.952  | 58,1     | 126       | 99              | 27              | 1.428                 | 12      | 30         | 215        | 339        |
| 2006 | 181.000  | 311.800  | 58,1     | 117       | 96              | 21              | 1.547                 | 11      | 22         | 215        | 339        |
| 2016 | 267.000  | 374.868  | 71,2     | 100       | 60              | 40              | 2.670                 | 10      | 62         | 180        | 325        |